# Пскит, Малгожата
Малгожата Пскит (пол. Małgorzata Pskit; род. 25 мая 1976, Лодзь) — польская легкоатлетка, специалистка по барьерному бегу и спринту. Выступала на профессиональном уровне в 1995—2008 годах, обладательница бронзовой медали чемпионата Европы, серебряная призёрка чемпионата Европы в помещении, серебряная призёрка Всемирной Универсиады, многократная чемпионка Польши, участница летних Олимпийских игр в Афинах.

## Биография
Малгожата Пскит родилась 25 мая 1976 года в Лодзи, Польша. Занималась лёгкой атлетикой в Варшаве, проходила подготовку в столичном клубе «Варшавянка».
Впервые заявила о себе на международном уровне в сезоне 1995 года, когда вошла в состав польской сборной и выступила в тройном прыжке на юниорском европейском первенстве в Ньиредьхазе.
В 1997 году в беге на 400 метров с барьерами выиграла бронзовую медаль на молодёжном европейском первенстве в Турку.
В 1998 году в 400-метровом барьерном беге одержала победу на чемпионате Польши во Вроцлаве. Впоследствии ещё неоднократно становилась победительницей польского национального чемпионата, как в помещении, так и на открытом стадионе.
В 2001 году на чемпионате мира в Эдмонтоне дошла до стадии полуфиналов в беге на 400 метров с барьерами и вместе с соотечественницами заняла седьмое место в эстафете 4×400 метров. Будучи студенткой, представляла Польшу на Всемирной Универсиаде в Пекине, где в 400-метровом барьерном беге завоевала серебряную награду, уступив только британке Таше Дэнверс.
На чемпионате Европы 2002 года в Мюнхене стала шестой в беге на 400 метров с барьерами и третьей в эстафете 4×400 метров.
В 2003 году на чемпионате мира в Париже дошла до полуфинала в барьерном беге на 400 метров и показала пятый результат в эстафете 4×400 метров.
В 2004 году в эстафете 4×400 метров заняла четвёртое место на чемпионате мира в помещении в Будапеште, в беге на 400 метров с барьерами финишировала третьей на домашнем Кубке Европы в Быдгоще. Благодаря череде успешных выступлений удостоилась права защищать честь страны на летних Олимпийских играх в Афинах — в программе барьерного бега на 400 метров установила свой личный рекорд 54,75, но сумела дойти только до стадии полуфиналов, тогда как в эстафете 4×400 метров стала в финале пятой.
В 2005 году на чемпионате Европы в помещении в Мадриде в индивидуальном беге на 400 метров с личным рекордом 53,23 остановилась на предварительном квалификационном этапе, в то время как в эстафете 4×400 метров получила серебро, пропустив вперёд лишь команду России. На чемпионате мира в Хельсинки заняла восьмое место в беге на 400 метров с барьерами.
В 2006 году бежала эстафету 4×400 метров на чемпионате мира в помещении в Москве, став в финале четвёртой. Кроме того, была третьей на Кубке Европы в помещении в Льевене, второй на Кубке Европы в Малаге и на Мемориале братьев Знаменских в Жуковском.
В 2008 году среди прочего стала третьей в эстафетной гонке на Кубке Европы в помещении в Москве. По окончании сезона завершила спортивную карьеру.